# مانويل سالفيستر
مانويل سالفيستر (بالإسبانية: Manel Silvestre)‏ هو لاعب كرة الماء إسباني، ولد في 2 يونيو 1965 في برشلونة في إسبانيا.

## وصلات خارجية
- مانويل سالفيستر على موقع اللجنة الأولمبية الدولية (الإنجليزية)
- مانويل سالفيستر على موقع أوليمبيديا (الإنجليزية)